# Gajówka

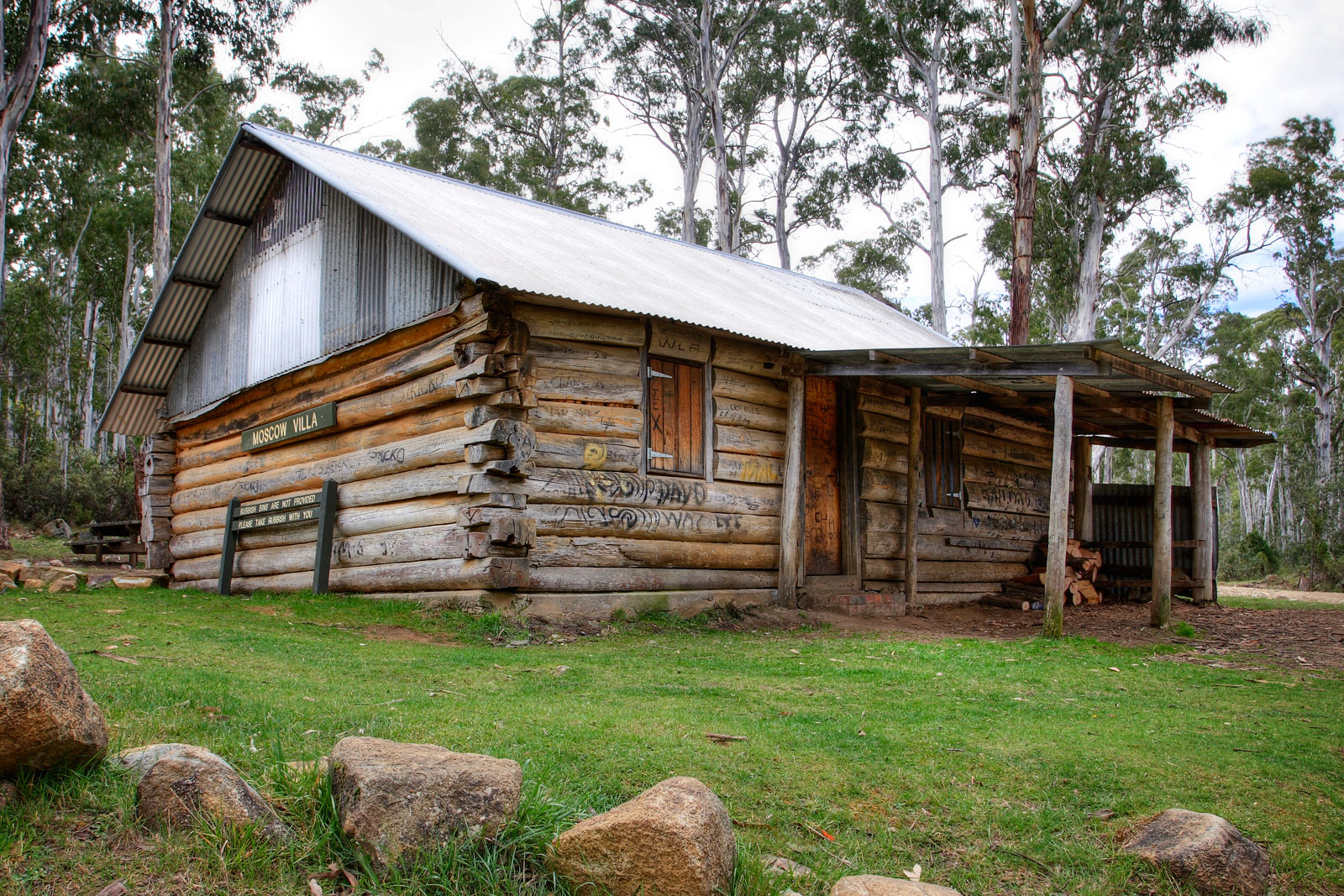
Budynek gajówki, Australia

Gajówka – budynek, zazwyczaj położony w lesie, pełniący funkcję mieszkania służbowego dla funkcjonariuszy pomocniczej Służby Leśnej – podleśniczych lub gajowych.
Niektóre gajówki przestały pełnić swoją pierwotną funkcję, a w przypadkach, gdy w pobliżu gajówki wzniesiono też inne budynki mieszkalne, powstawała miejscowość o statusie śródleśnej osady.
Zgodnie ze schematem aplikacyjnym załączonym do rozporządzenia z dnia 21 lipca 2021 r. w sprawie ewidencji miejscowości, ulic i adresów, może być zaliczana do rodzaju miejscowości.